# Società Italiana di Scienze Naturali

Logo der Gesellschaft

Die Società Italiana di Scienze Naturali (SISN, deutsch: italienische Gesellschaft für Naturwissenschaften) ist eine gemeinnützige Gesellschaft zur Förderung der Naturwissenschaften mit Sitz im naturhistorischen Museum in Mailand.
Im Jahre 1856 wurde die Società Geologica residente in Milano (geologische Gesellschaft mit Sitz in Mailand) gegründet und erfuhr ihre königliche Bestätigung am 23. Juli 1857. Die Umbenennung auf ihren heutigen Namen fand 1860 statt. Seit 1866 befindet sich die Gesellschaft im naturhistorischen Museum in Mailand.
In Zusammenarbeit mit dem naturhistorischen Museum gibt die SISN mehrere Zeitschriften heraus, darunter die Rivista Italiana di Ornitologia e Natura und die Paleontologia Lombarda, in der Funde des paläontologisch wichtigen Grabungsgebietes bei Besano behandelt werden. 